# 1463 هـ
1463 هي سنة في التقويم الهجري تمتد مقابلةً في التقويم الميلادي بين سنتي 2041 و2042، ويقابل بدايتها في التقويم الميلادي 4 يناير 2041.
1. 1 2  مذكور في: تقويم القرون (ذات السلاسل، 1405هـ). الصفحة: 263. الناشر: ذات السلاسل. لغة العمل أو لغة الاسم: العربية. تاريخ النشر: 1984. المُؤَلِّف: صالح العجيري.